# روني ديفيز
روني ديفيز (بالإنجليزية: Ronnie Davies)‏ هو لاعب دارت بريطاني، ولد في 1959 في نورثمبرلاند في المملكة المتحدة.

## وصلات خارجية
- روني ديفيز على موقع DartsDatabase.co.uk (الإنجليزية)